# Трубино (Саратовская область)
Трубино — село в Красноармейском районе Саратовской области, в составе Каменского муниципального образования. Население — 5 чел. (2010).

## История
Дата основания не установлена. Согласно Истирико-географическому словарю Саратовской губернии, составленному в 1898—1902 годах деревня Банновской волости Банновской волости Камышинского уезда Саратовской губернии. Жители — бывшие удельные крестьяне, великороссы, православные и старообрядцы. Жители занимались садоводством, хлебопашеством и рыболовством.
С 1922 по 1941 год село относилось к Золотовскому кантону Трудовой коммуны, с 1923 года — АССР немцев Поволжья. С 1941 по 1960 — к Золотовскому району Саратовской области. В составе Красноармейского района — с 1960 года.

## Физико-географическая характеристика

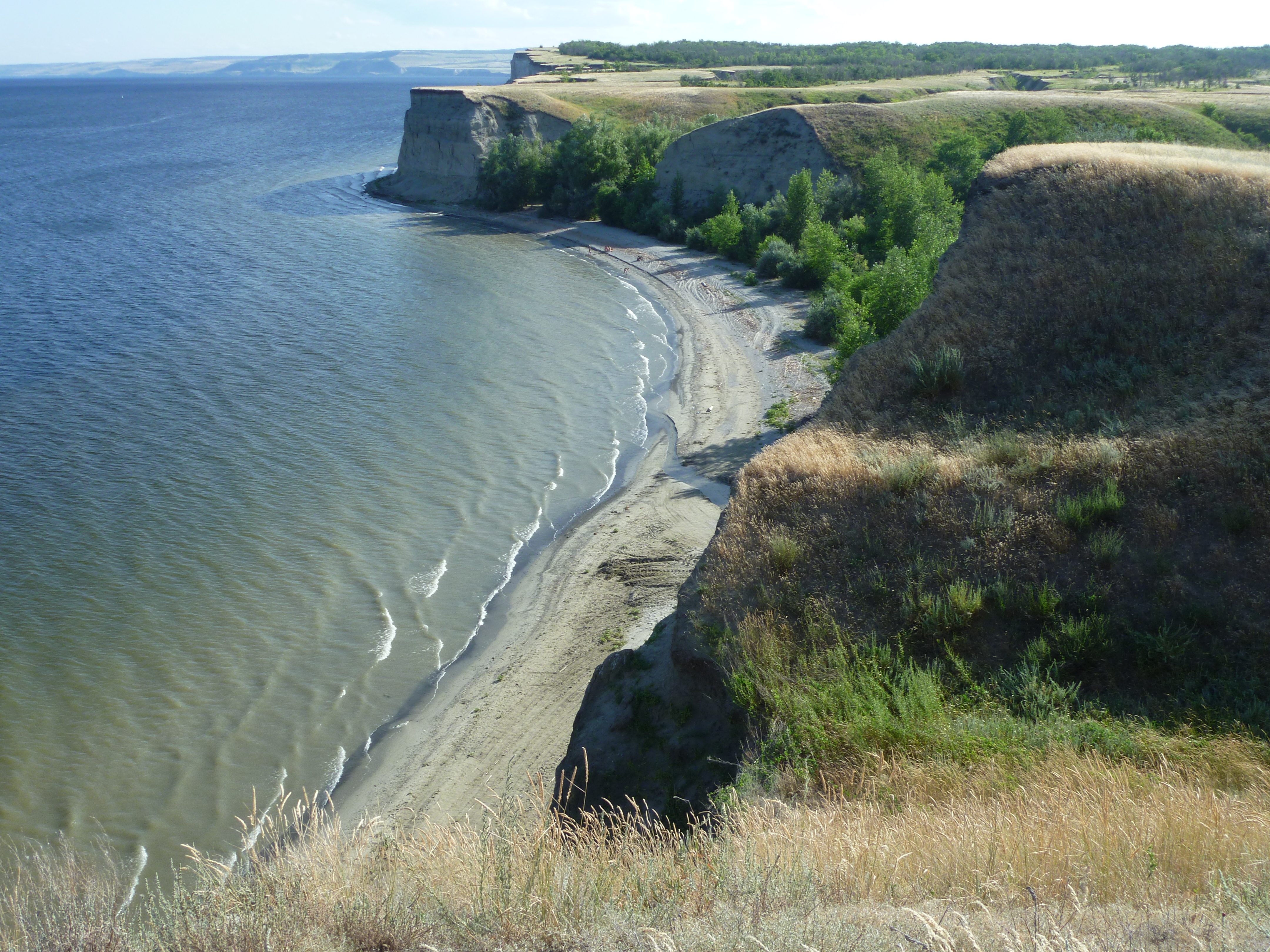
Вид на Волгу

Село находится в лесостепи, в пределах Приволжской возвышенности, являющейся частью Восточно-Европейской равнины, на восточном берегу Волгоградского водохранилища). Высота центра населённого пункта — 39 метров над уровнем моря. Рельеф местности холмисто-равнинный, развита овражно-балочная сеть. Почвы — каштановые.
Просёлочной дорогой Трубино связано с село Суворово (3,6 км). По автомобильным дорогам расстояние до областного центра города Саратова составляет 120 км, до районного центра города Красноармейска — 48 км.

### Часовой пояс
Трубино, как и вся Саратовская область, находится в часовой зоне МСК+1. Смещение применяемого времени относительно UTC составляет +4:00.

## Население
| 1860 | 1886 | 1891 | 1894 | 1911 | 1987 | 2002 |
| ---- | ---- | ---- | ---- | ---- | ---- | ---- |
| 193  | 250  | 268  | 275  | 402  | ≈ 40 | 0    |

| 2010 |
| ---- |
| 5    |